# بييت برومبيرغ
بييت برومبيرغ (بالهولندية: Piet Bromberg)‏ هو لاعب هوكي الحقل هولندي، ولد في 4 مارس 1917 في لاهاي في هولندا، وتوفي في 27 يوليو 2001 في فاسينار في هولندا.

## وصلات خارجية
- بييت برومبيرغ على موقع أوليمبيديا (الإنجليزية)